# Високопланинска сибирска полевка
Високопланинската сибирска полевка (Alticola macrotis) е вид дребен бозайник от семейство Хомякови (Cricetidae).

## Разпространение
Видът е разпространен в Сибир и Монголия.